# Raul WS
Raul WS (n. 3 noiembrie 2000, București, România – d. 4 iunie 2025) a fost un rapper român, pe numele său adevărat Raul Alexandru Vlad. A ajuns cunoscut pentru faptul că a fost unul dintre fondatorii grupului muzical WS Gang, și pentru numeroase single-uri care au adunat milioane de vizionări pe YouTube, precum De la fripturi la șpritzuri, de la salate la plicuri sau DE BINE DE RAU. Ultima piesa lansată de Raul a fost 0 LA 100 cu Tudor Șișu, pe data de 10 mai 2025, cât timp artistul era în coma care i-a cauzat moartea. 
Moartea acestuia a fost anunțată pe Instagram-ul său de familia acestuia, pe data de 4 iunie 2025, după ce a intrat într-o comă profundă cauzată de un accident vascular cerebral, din cauza unei bătăi, după terminarea festivalului Beach, Please! în 2024.

## Decesul
Tânărul de 24 de ani a trecut prin clipe de coșmar, anul trecut, într-una dintre stațiunile de la malul mării. Raul WS a fost prezent în cadrul unui festival, în luna iulie a anului trecut. Mai mulți indivizi s-au năpustit asupra artistului, lovindu-l cu bestialitate și cauzându-i răni serioase. Odată căzut la pământ, tânărul a încasat rafale de pumni și picioare. Incidentul a avut loc după ce a susținut un moment artistic pe scenă. În cele din urmă, a ajuns la spital.
În urmă cu câteva zile, pe contul tânărului apărea un mesaj, „#pray4raul”. Multe persoane au transmis mesaje de susținere, după postarea făcută de unul dintre membrii familiei. Astăzi, însă, corpul tânărului a cedat.
„Mi-a dat unul un pumn pe la spate, de mi-a spart urechea. Am căzut pe jos și după mi-au dat picioare. Erau 4-5 inși care mi-au dat încontinuu picioare. Nu îl știam pe niciunul, eu eram singur…”, povestea Raul.

#### Reacții în spațiul public, după decesul lui Raul
După moartea artistului de 24 de ani, în spațiul public au apărut numeroase reacții din partea altor artiști alături de care a colaborat, dar și din partea altor persoane care l-au cunoscut pe Raul WS. Printre artiștii care au transmis un mesaj pe Facebook se numără Tudor Sișu.
„Am avut ocazia în ultimii doi ani să îi cunosc pe puștii ăștia care reprezintă sectorul 5, WS gang, Deniz, Raul, pe Vali Miron, pe prietenii lor, plini de energie, cu o dorință imensă de a-și depăși condiția, de a urca mai sus pentru a putea vedea mai bine și departe. Unii vor să scrie, alții sa facă bani, poate să își facă un nume sau doar să se exprime, ca noi toți de-altfel, dar pentru Raulica asta nu mai e posibil acum, drumul lui s-a terminat aici din păcate și e dureros pentru mama lui, pentru prietenii și apropiații lui, e dureros pentru puștii care îl ascultau și susțineau, care se bucurau când făcea o piesă sau posta un filmuleț, de multe ori mi-a pus un zâmbet pe față… primește-l Doamne la sânul Tău și dă-i mântuirea cea veșnică, Tu știi că nici nu a apucat să greșească cu adevărat și era curat în suflet”, se arată în mesajul postat de rapper, pe Facebook.